# Sociale institutie
Een sociale institutie, of kortweg institutie als de context duidelijk is, is een formele of informele regel, die individueel gedrag, en de interactie tussen individuen binnen een groep, inperkt. Een andere mogelijke definitie is een algemeen ingeslepen, collectief gedragspatroon, dat zich historisch heeft ontwikkeld, en dat het handelen van de mens modelleert [...]. Sociale instituties zijn noodzakelijk in een samenleving, om mensen min of meer voorspelbaar met elkaar te laten omgaan. Instituties zorgen voor stabiliteit tussen mensen, maar zijn tegelijk ook beperkend, omdat het individu binnen een institutie vaste patronen moet volgen. Deze beperkingen vormen de sociale structuur, door bepaald gedrag te verbieden of juist voor te schrijven. Het zijn de spelregels van een samenleving die de onzekerheden moeten verminderen, die ontstaan bij interacties en uitwisseling. Hiermee brengen instituties stabiliteit in de samenleving, wat overigens niet betekent dat bestaande instituties de meest doeltreffende structuur bieden. Instituties bepalen, samen met de omgevingsfactoren, in belangrijke mate de ontplooiingsmogelijkheden (gedragsvrijheid) voor het individu binnen een samenleving.
Er bestaan formele instituties, in de vorm van formele wetten, naast informele instituties, in de vorm van gewoonten. Vaak zijn formele en informele instituties met elkaar gecombineerd, zoals in de institutie huwelijk. Er bestaat allerlei wetgeving voor het huwelijk en de gehuwden, naast allerlei gewoonten hoe getrouwde mensen met elkaar om dienen te gaan.
Sociale instituties hebben vaak een lange traditie. Ze kunnen echter wel veranderen; zo is het huwelijk – oorspronkelijk alleen toegestaan tussen een man en een vrouw – in veel landen veranderd, zodat het een verbintenis is geworden tussen twee mensen, ongeacht hun geslacht. 
Instituties worden ervaren als gegeven feiten, die door de samenleving aan individuen zijn opgelegd. Soms wordt er een morele autoriteit aan toegekend en wordt aantasting ervan als een heiligschennis gezien.

## Basiskenmerken
Sociale instituties hebben een aantal basiskenmerken:
- extern: zij bestaan buiten het individu; dat individu kan een institutie niet elimineren
- objectief of intersubjectief: iedereen is het erover eens dat zij bestaan, dat hun regels geldig zijn; iets is volgens een maatschappelijke meerderheid, of volgens nagenoeg iedereen, moreel onverantwoord (zoiets doe je niet!), taalkundig correct, wettelijk toegestaan
- dwingend: ongewenst taalgebruik wordt op meer of minder subtiele wijze tegengegaan in de opvoeding of zelfs door wetgeving; op het overtreden van wetten staan straffen, hoewel de opvoeding (zelf een institutie) er deels op gericht is het zover niet te laten komen
- moreel gezag: wie de wet overtreedt, is niet alleen strafbaar, maar wordt ook als immoreel gezien; wie taalfouten maakt, roept ridiculisering over zich af
- padafhankelijkheid: de huidige economie, de tegenwoordige staatsinrichting, het gezin en het taalgebruik zijn historisch gegroeid en zijn niet van de ene dag op de andere in hun huidige vorm ontstaan, maar hebben die vorm in de loop van eeuwen, soms millennia aangenomen

## Voorbeelden[3][4]
- huwelijk. Deze sociale institutie bestaat uit wetgeving, maar ook allerlei gedrag dat huwelijkspartners van elkaar verwachten, en dat ook de omgeving van hen verwacht
- gezin
- rechtssysteem
- onderwijs
- wetenschap
- media en de sociale media
- rituelen rondom rouw
- religie: de kerk, de moskee, synagoge
- voetbalsport: bestaat uit de spelregels, maar ook allerlei niet vastgelegd, maar wel verwacht gedrag
- taal

### Organisaties
Grote maatschappelijke organisaties of instituten zijn een bundeling van zulke instituties. Te denken valt aan organisatievormen die een wettelijke of staatkundige basis hebben: het rechtssysteem is een institutie, het politieke bedrijf eveneens en het onderwijs is weer een ander voorbeeld. Vaak zijn deze instituties voor een individu onmiddellijk als zodanig herkenbaar.
Maar de maatschappij is ook op minder herkenbare wijzen georganiseerd. Zo valt de economie van een samenleving minder onmiddellijk op als regulerend patroon voor een individu, maar toch vormt deze een programma waarnaar ieder individu heeft te leven. Dit valt temeer op wanneer verschillende economische systemen met elkaar vergeleken worden: dan blijkt de economie geen vanzelfsprekend, objectief vaststaand gegeven, maar zijn er meerdere vormen mogelijk.

## Transactiekosten
|            | Voor transactie (ex ante)                                        | Na transactie (ex post)                              |
| Markt      | Informatiekosten Zoekkosten                                      | Onderhandelingskosten Contractkosten Nalevingskosten |
| Management | Opstartkosten                                                    | Operationele kosten                                  |
| Politiek   | Lobbyingkosten Kosten maatschappelijk draagvlak Wetgevingskosten | Controlekosten Handhavingskosten Vertragingskosten   |

In de neoklassieke economie wordt impliciet aangenomen dat iedereen volledig rationeel handelt, dat iedereen winstmaximalisatie nastreeft en dat alle partijen beschikken over alle relevante informatie: de perfecte markt. Als dat het geval zou zijn, zouden instituties onnodig zijn, aangezien ieders handelen voorspelbaar zou zijn. Uitwisseling zou daarbij kosteloos zijn en is er alleen sprake van de prijs van het product zelf. Veel economische benaderingen negeren het bestaan van instituties dan ook, of zien deze slechts als gegeven zonder te achterhalen waarom deze zijn ontstaan.
In werkelijkheid zijn er wel degelijk transactiekosten, zoals bij de imperfecte markt en bij onvolledige contracten. Daarmee ontstaat er onzekerheid over de uitkomst van de uitwisseling. Het opheffen of verminderen van deze onzekerheid brengt kosten met zich mee, de transactiekosten. Instituties kunnen bijdragen aan het verminderen van de onzekerheid en daarmee de transactiekosten verlagen, waarmee ten dele verklaard wordt waarom er instituties zijn.

## Verandering
Hoewel instituties stabiliteit bieden, zijn zij wel aan verandering onderhevig, veelal gradueel. Economische verandering wordt in gang gezet door veranderingen in smaak, maar vooral door veranderingen in relatieve prijzen. Veranderingen in de laatste kunnen zowel exogeen als endogeen zijn, van buiten of binnen het systeem afkomstig. Exogene veranderingen vinden hun oorzaak in de omgeving, zoals klimaatverandering en epidemieën, terwijl endogene veranderingen voortkomen uit pogingen om het eigenbelang te dienen, zoals winstmaximalisatie.
Veranderingen in relatieve prijs komen onder meer door veranderingen in de verhouding van productiefactoren – de verhoudingen tussen land tot arbeid, arbeid tot kapitaal of kapitaal tot land. Technologische veranderingen zijn ook van grote invloed, onder meer door het dalen van de kosten van informatie. Daarbij geldt een wisselwerking, aangezien veranderde instituties transactiekosten kunnen verlagen. Zo kan nieuwe wetgeving en de handhaving daarvan op het gebied van eigendomsrecht het aantrekkelijker maken om overeenkomsten aan te gaan. Dit kan weer de bereidheid vergroten tot grote investeringen en langetermijninvesteringen.
Groepen met veel onderhandelingsmacht kunnen instituties meer beïnvloeden, zodat het resultaat niet altijd optimaal is voor de samenleving als geheel. North maakt in dit verband onderscheid tussen allocative efficiency en adaptive efficiency, vrij vertaald kostendoelmatigheid en aanpassingsvermogen. Allocative efficiency maakt huidige bedrijven en beslissingen sterk, maar adaptive efficiency houdt rekening met de creatieve vernietiging van Schumpeter die bedrijven op lange termijn sterker maakt.
Er is daarnaast een verschil tussen formele en informele veranderingen. Zo werkt een wetswijziging met vertraging door in het gedrag en de normen, terwijl andersom een verandering in normen niet direct wordt vertaald in wetswijzigingen. Dit kan resulteren in een gedoogbeleid, omdat de noodzaak tot handhaving niet meer gevoeld wordt.
Zoals gesteld, is het bestaan van instituties essentieel voor de individuele ontplooiingsmogelijkheden binnen een maatschappij. Er is door ontwikkelingslanden geprobeerd  om instituties over te nemen van succesvolle ontwikkelde landen. Dat is niet altijd succesvol gebleken. Zo is de common law van het Verenigd Koninkrijk overgenomen door veel voormalige koloniën. De Verenigde Staten en Australië - met een bevolking van Europese oorsprong als heersende meerderheid - bleken hierin succesvol, maar veel voormalige Britse koloniën in Afrika niet. Oude gewoontes en normen, en de invloed van het verleden  (padafhankelijkheid) verhinderden dit. 

## Andere patronen
Regulerende patronen die niet onmiddellijk op grond van organisatie tot stand komen, zijn onder meer het familieverband en de taal. Het onderdeel zijn van een familie heeft doorgaans wettelijke consequenties, maar is ook van grote invloed op de privé-sfeer; de banden zijn niet, of slechts met grote moeite te verbreken.
Taal is een institutie die het individu helpt de werkelijkheid te benaderen: die werkelijkheid wordt ingedeeld door middel van begrippen die sturing geven aan het denkbeeld dat het individu van de werkelijkheid heeft.
Die sturing is maatschappelijk: een individu kan bijvoorbeeld niet zelf woorden verzinnen voor realia die door een bepaalde maatschappij niet onderkend of erkend worden, ook al komen die begrippen in andere taalgebieden en maatschappijen wel voor:
- Zo zou een woord voor televisie niet in iedere samenleving in de jaren 60 hebben bestaan.
- Sommige samenlevingen onderscheiden generatiegenoten naar geslacht (broer tegenover zus), terwijl andere een leeftijdsonderscheid maken (oudere tegenover jongere).